# Inesquecível (programa de televisão)
Inesquecível é um talk show apresentado por Júlio Isidro na RTP Memória.

## Prémios
Em 2016, o programa recebeu o Trófeu TV7 Dias por ser considerado "Melhor Programa de Informação Cultural"